# Caçapava (futebolista)
Luís Carlos Melo Lopes, mais conhecido como Caçapava (Caçapava do Sul, 26 de dezembro de 1954 — Caçapava do Sul, 27 de junho de 2016), foi um treinador e futebolista brasileiro que atuou como volante.

## Carreira
Antes de ser jogador, foi pintor, assim como o pai. Começou a jogar no EC Gaúcho de Caçapava do Sul e foi descoberto quando o time juvenil do Internacional jogou na cidade. Em 1972, foi contratado pelo Inter, estreando como profissional na excursão do time pela Europa em 1975. Pelo Inter, foi bicampeão Brasileiro nos anos de 1975 e 1976. Ainda foi Campeão Gaúcho nos anos de 1974, 1975, 1976 e 1978.
Em 1979 transferiu-se para o Corinthians de São Paulo onde foi Campeão Paulista no mesmo ano.
Jogou ainda no Palmeiras, Vila Nova de Goiás, Ceará, onde foi Campeão Cearense no ano de 1984 e voltou ao Rio Grande do Sul para jogar no Novo Hamburgo, e se aposentou no Fortaleza, do Ceará no ano de 1987.

## Morte
Caçapava morreu em 27 de junho de 2016, aos 61 anos.

## Títulos
Internacional
- Campeonato Gaúcho: 1974, 1975, 1976, 1978
- Campeonato Brasileiro: 1975, 1976

Corinthians
- Campeonato Paulista: 1979

Ceará
- Campeonato Cearense: 1984

### Prêmios individuais
- Bola de Prata da revista Placar: 1978